# Mychajlo L'vovyč Bojčuk
Mychajlo L'vovyč Bojčuk (in ucraino Миха́йло Льво́вич Бойчу́к?; Romanivka, 30 ottobre 1882 – Kiev, 13 luglio 1937) è stato un pittore ucraino, più comunemente noto come monumentalista.
È considerato un simbolo del rinascimento fucilato.

## Biografia
Nato nell'Impero austro-ungarico, studiò pittura con Julian Jakovyč Pan'kevyč a Lemberg e successivamente a Cracovia, dove si laureò all'Accademia di belle arti nel 1905. Studiò inoltre presso le accademie di belle arti di Vienna e Monaco di Baviera. Nel 1905 espose alla Galleria Latour di Lemberg e nel 1907 a Monaco. Tra il 1907 e il 1910 visse a Parigi, dove nel 1909 fondò il proprio studio-scuola. In questo periodo ebbe contatti con Félix Vallotton, Paul Sérusier e Maurice Denis. Nel 1910 tenne una mostra al Salon des Indépendants, presentando le sue opere e quelle dei suoi studenti incentrate sulla rinascita dell'arte bizantina. Nel 1910 tornò a Leopoli, dove lavorò al Museo nazionale e fondò il movimento artistico e culturale del Boychukismo per promuovere una pittura nazionale ucraina; l'anno successivo si recò nell'Impero russo, dove con lo scoppio della prima guerra mondiale restò internato in quanto cittadino austriaco. Dopo la guerra si stabilì a Kiev.
Nel 1917 divenne uno dei fondatori dell'Accademia nazionale di belle arti e architettura di Kiev, dove insegnò affresco e mosaico, e nel 1920 ne divenne rettore. Nel 1925 contribuì a fondare l'Associazione dell'arte rivoluzionaria dell'Ucraina. All'epoca eseguì già numerose opere monumentali di alto profilo e formò una scuola di pittori monumentali che esistette fino alla sua morte. Tra i suoi studenti vi furono suo fratello Tymofij e Ivan Ivanovyč Padalka.
Per via delle grandi purghe, l'associazione dell'arte rivoluzionaria dell'Ucraina fu sciolta e Bojčuk fu giustiziato. Pochi mesi dopo venne giustiziata anche sua moglie Sofija Nalepins'ka-Bojčuk, anche lei artista.

## Opere
Molte delle opere di Bojčuk, che riguardavano principalmente affreschi e mosaici, furono distrutte dopo la sua morte. Anche i suoi dipinti, conservati nei musei di Leopoli, furono distrutti dopo la seconda guerra mondiale. Tra i suoi studenti vi furono Vasyl' Teofanovyč Sedljar, Mykola Ivanovyč Kasperovyč, Oksana Trofimovna Pavlenko e Mykola Andrijovyč Rokyc'kyj, i quali contribuirono in maniera rilevante all'arte ucraina e mondiale.
Subito dopo la rivoluzione d'ottobre del 1917, Bojčuk e un gruppo di studenti realizzarono degli affreschi per il Teatro dell'opera e del balletto di Kiev (1919), il Teatro dell'opera di Charkiv (1921), il padiglione della RSS Ucraina presso l'Esposizione dell'agricoltura di Mosca e l'Istituto cooperativo di Kiev (1923). Successivamente adottò lo stile del realismo socialista, realizzando l'ospedale di Odessa (1927-1928) e il Teatro Černovozavodskyj di Charkiv (1933-1935).
Alcune sue opere sono conservate nel Museo nazionale d'Arte dell'Ucraina.